# Hornkranz
Hornkranz (selten afrikaans Hoornkrans; khoekhoegowab Natas) ist eine Farm in Namibia. Sie erlangte durch das Massaker von Hornkranz der Schutztruppe zu Zeiten Deutsch-Südwestafrikas Bekanntheit. Gräber aus dieser Zeit sind weiterhin Zeugen der damaligen Schlacht.
Hornkranz liegt im Khomashochland westlich der Hauptstadt Windhoek. Die Farm liegt auf einem flachen Bergrücken und erstreckt sich im Süden bis an den Kuiseb, eines der größten Riviere des Landes.

## Name
Der Name Hornkranz soll auf die Vielzahl von Wildtieren zurückzuführen sein, die am Goab-Rivier getrunken haben. Aufgrund der Masse sollen viele Tiere tot getrampelt worden sein und sich ein Kranz aus Hörnern gebildet haben. Auf Afrikaans wird der Ort selten Hoornkrans genannt, auf Khoekhoegowab ist er als Nata, was soviel bedeutet wie Schweiß, bekannt.

## Geschichte
Gemeinsam mit der südlich gelegenen Farm Hornkranz-Süd bildete die Farm schon vor tausenden Jahren ein wichtiges Rückzugsgebiet für die San. Hiervon zeugen Felsmalereien. Ab 1800 sollen vor allem die Herero und  Nama das Gebiet als Weidegründe und Reiseroute genutzt haben. Hier soll sich zudem ein Heitsi-Eibeb, ein halbgöttlicher Ort, befinden.
1888 ließ sich Hendrik Witbooi auf der Farm nieder, verließ diese aber spätestens 1902 wieder, als die Farm der Schutzgebietsverwaltung zugesprochen wurde. Bis dahin hatte er die Farm auf zwei Seiten durch eine mit Schießscharten versehene, halbhohe Mauer befestigt und nutzte die Farm als Basis für die meisten seiner späteren Kriegszüge in das Hereroland. Erster Farmbesitzer war ab 1908 der Deutsche Curt Bieder, der die auf 10.000 Hektar vermessene Farm von Eduard Zachau übernahm. Dieser konnte den Kaufbetrag der ihm zwei Jahre zuvor verkauften Farm nicht aufbringen. 1911 wurde auf der Farm eine Polizeistation errichtet, die später als Farmhaus diente.
Ab 1927 verkaufte Bieder die Farm in zwei Teilen, ehe diese in drei Farmen aufgeteilt wurde.

## Aktuelles
Die namibische Polizei NAMPOL führte gemeinsame mit der Namibian Defence Force zum Jahreswechsel 2018/19 eine große Operation mit dem Namen Hornkranz durch. Dieses Benennung wurde aufgrund der historischen Umstände in der Bevölkerung hinterfragt und von den Nama entschieden abgelehnt.